# Georg Lumbye

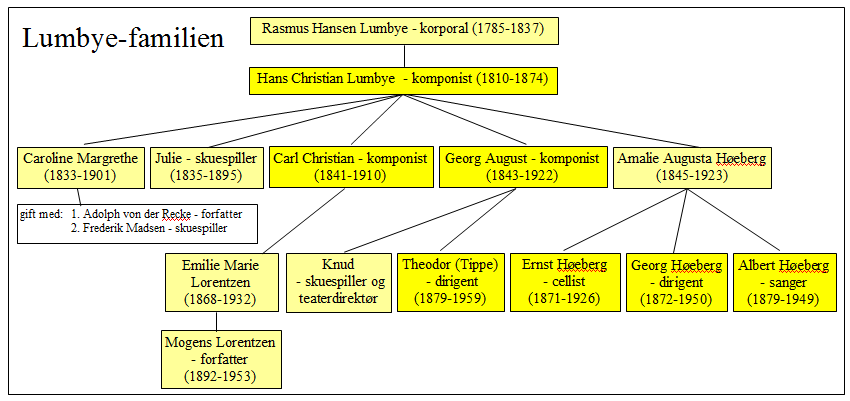
Genealogie van de familie Lumbye

Georg August Lumbye (Kopenhagen, 26 augustus 1843 – schiereiland Oringe, een wijk van Vordingborg, 29 oktober 1922) was een Deens componist, dirigent, violist en citerspeler. Hij was een zoon van de componist en dirigent Hans Christian Lumbye en diens echtgenote Georgine. Hij was de jongere broer van de componist en dirigent Carl Lumbye en eveneens de vader van de componist en muzikant Tippe Lumbye. Georg Lumbye werd geboren tien dagen na de opening van de Tivoli in 1843 en vernoemd naar diens oprichter, Georg Carstensen.

## Levensloop
Lumbye werd opgeleid als violist en citerspeler. Hij was vanaf 1863 lid van het orkest, waaraan zijn vader als dirigent verbonden was en dat voornamelijk in de Kopenhagense attractiepark Tivoli optrad. Van 1867 tot 1869 studeerde hij met hulp van een advies door Daniel-François-Esprit Auber aan het Conservatoire national supérieur de musique in Parijs bij François Bazin muziektheorie, compositie en contrapunt. Hij speelde later in een orkest in Parijs naast de Zweedse componist en dirigent Johan Svendsen.
Na zijn terugkomst in Denemarken dirigeerde hij verschillende orkesten in het "Concert du Boulevard" en "Circus Variety". Van 1870 tot 1880 was hij gedurende de winterseizoen dirigent van een orkest in "Blanchs Kafé" in Stockholm en had soms zijn eigen orkest, waarmee hij concertreizen door heel Denemarken maakte. Vanaf 1880 verzorgde hij met een harmonieorkest concerten in verschillende Deense steden en in Kopenhagen. In 1891 werd hij opvolger van zijn oudere broer Carl als dirigent van het "Tivolis Koncertsals orkester", terwijl zijn broer Carl verder dirigent was van het "Tivolis harmoniorkester". Georg bleef in deze functie tot 1897. Vervolgens werd hij dirigent van het orkest, dat concerteerde in het restaurant Wivel. In 1908 moest hij als gevolg van een psychische ziekte bij het orkest ontslag nemen en ging met pensioen. Tot aan zijn dood bleef hij in het psychiatrisch ziekenhuis op het schiereiland Oringe in Vordingborg.
Op 6 september 1872 huwde hij Nina Caroline Wendrich.
Als componist schreef hij dansen, liederen en werken voor het muziektheater.

## Composities

### Werken voor orkest
- 1888 Københavenerpotpourri
- 1914 Bøn (Gebed), voor zangstem en orkest - tekst: Christian Knud Frederik Molbech
- 1915 Kätchen, mazurka voor piano en orkest
- Blanchs Café Galop
- Du brune Hjort
- Emmy Valtz
- Flickornas skål
- Frederikke Polka
- Hansine, polka mazurka
- Hastrubal Marsch
- Johanne Valtz
- Julie Galop
- Kjære Minder
- Kroningsmarch til kejserinden og kejseren af Rusland
- Margrete Valz
- Tivolis 50 Aars Festgalop

### Werken voor harmonieorkest
- Dina Polka

### Muziektheater

#### Operettes
| Voltooid in | titel       | aktes  | première                                  | libretto  |
| ----------- | ----------- | ------ | ----------------------------------------- | --------- |
| 1869        | Hexefløjten | 1 akte | 27 oktober 1869, Kopenhagen, Folketeatret | Erik Bøgh |

#### Vaudevilles
| Voltooid in | titel                                              | aktes        | première                                   | libretto                                                 |
| ----------- | -------------------------------------------------- | ------------ | ------------------------------------------ | -------------------------------------------------------- |
| 1859        | Millioner paa Kvisten                              | 1 akte       | 6 januari 1860, Kopenhagen, Folketeatret   | Edmond About                                             |
| 1865        | Lam og Løvinde, ook bekend als: En huslig Scene    | 1 akte       | 23 maart 1865 Kopenhagen, Folketeatret     | Lambert Thiboust, Deense vertaling: Adolph von der Recke |
|             | Amagerkaneren, (samen met zijn zoon: Tippe Lumbye) | 7 afdelingen | 8 maart 1926, Kopenhagen, Sønderbro Teater | Axel Breidahl en Aage Steffensen                         |

#### Toneelmuziek
- Dydsdragonen, farce met zang in 1 akte - tekst: Johan Willer - première: 26 mei 1911, Kopenhagen, Tivolis Glassal

### Vocale muziek

#### Liederen
- Julemærket, voor zangstem en piano

### Kamermuziek
- Strijkkwartet nr. 1
- Strijkkwartet nr. 2